# العلاقات المنغولية الهايتية
العلاقات المنغولية الهايتية هي العلاقات الثنائية التي تجمع بين منغوليا وهايتي.

## مقارنة بين البلدين
هذه مقارنة عامة ومرجعية للدولتين:
| وجه المقارنة                                              | منغوليا         | هايتي                                |
| --------------------------------------------------------- | --------------- | ------------------------------------ |
| المساحة (كم2)                                             | 1.57 مليون      | 27.75 ألف                            |
| عدد السكان (نسمة)                                         | 3.08 مليون      | 10.98 مليون                          |
| الكثافة السكانية (ن./كم²)                                 | 1.96            | 395.68                               |
| العاصمة                                                   | أولان باتور     | بورت أو برانس                        |
| اللغة الرسمية                                             | اللغة المنغولية | لغة فرنسية، اللغة الكريولية الهايتية |
| العملة                                                    | توغروغ منغولي   | جوردة هايتية                         |
| الناتج المحلي الإجمالي (بليون دولار)                      | 11.49 مليار     | 8.41 مليار                           |
| الناتج المحلي الإجمالي (تعادل القوة الشرائية) بليون دولار | 36.16 مليار     | 18.82 مليار                          |
| الناتج المحلي الإجمالي الاسمي للفرد دولار أمريكي          | 3.97 ألف        | 818                                  |
| الناتج المحلي الإجمالي للفرد دولار أمريكي                 | 11.95 ألف       | 1.73 ألف                             |
| مؤشر التنمية البشرية                                      | 0.727           | 0.483                                |
| رمز المكالمات الدولي                                      | +976            | +509                                 |
| رمز الإنترنت                                              | .mn             | .ht                                  |
| المنطقة الزمنية                                           | ت ع م+08:00     | 00                                   |

## منظمات دولية مشتركة
يشترك البلدان في عضوية مجموعة من المنظمات الدولية، منها:
| علم المنظمة | اسم المنظمة                               | تاريخ انضمام منغوليا | تاريخ انضمام هايتي |
| ----------- | ----------------------------------------- | -------------------- | ------------------ |
|             | البنك الدولي للإنشاء والتعمير             | 14 فبراير 1991       | 8 سبتمبر 1953      |
|             | منظمة التجارة العالمية                    | ?                    | ?                  |
|             | المركز الدولي لتسوية المنازعات الاستشارية | 14 يوليو 1991        | 26 نوفمبر 2009     |
|             | منظمة حظر الأسلحة الكيميائية              | ?                    | ?                  |
|             | الأمم المتحدة                             | 27 أكتوبر 1961       | 24 أكتوبر 1945     |
|             | منظمة الشرطة الجنائية الدولية             | ?                    | ?                  |
|             | وكالة ضمان الاستثمار متعدد الأطراف        | 21 يناير 1999        | 11 ديسمبر 1996     |
|             | يونسكو                                    | 1 نوفمبر 1962        | 18 نوفمبر 1946     |
|             | مؤسسة التنمية الدولية                     | 14 فبراير 1991       | 13 يونيو 1961      |
|             | مؤسسة التمويل الدولية                     | 14 فبراير 1991       | 20 يوليو 1956      |
|             | الاتحاد البريدي العالمي                   | ?                    | ?                  |
|             | الاتحاد الدولي للاتصالات                  | 27 أغسطس 1964        | 10 أكتوبر 1927     |

## وصلات خارجية
- موقع وزارة الخارجية المنغولية
- موقع وزارة الخارجية الهايتية